# Istina prevladava
»Istina prevladava« (češ. Pravda vítězí, slč. Pravda víťazí, lat. Veritas vincit) nacionalna je krilatica Češke Republike. Pojavljuje se na zastavi predsjednika Češke Republike, koju češki ustav označava nacionalnim simbolom. Bivša je krilatica Čehoslovačke i nalazila se na predsjedničkoj zastavi te države prije njezinog raspada 1993. godine.

## Povijest
Krilatica je nastala tijekom Prvog svjetskog rata, a izmislio ju je Tomáš Garrigue Masaryk, vođa pokreta za češku neovisnost. Korištena je kao kontra-moto ratnoj propagandi Austro-Ugarske i sila Antante. Vjeruje se da je krilatica izvedena iz fraze Jana Husa: »Traži istinu, slušaj istinu, uči istinu, voli istinu, govori istinu, drži istinu i brani istinu do smrti«. Izreka se također nalazi u podnožju spomenika Janu Husu u Pragu. Tomáš Garrigue Masaryk, prvi predsjednik Čehoslovačke, usvojio je skraćenu inačicu »istina prevladava« kao predsjednički moto ubrzo nakon neovisnosti od Austro-Ugarske 1918. Više od 75 godina kasnije, ta je krilatica odjeknula s izjavom Václava Havela o »životu u istini« i u njegovoj poznatoj izjavi »Istina i ljubav moraju prevladati laži i mržnju« (češki: Pravda a láska musí zvítězit nad lží a nenávistí). Latinska inačica »Veritas vincit« bila je u upotrebi na predsjedničkoj zastavi od 1990. do 1992. kao jezikoslovno neutralan kompromis postignut između čeških i slovačkih političkih predstavnika.
Koncept istine ima dugu tradiciju u češkoj političkoj misli. Jan Hus i Ivan Amos Komenski povezivali su istinu s teološkim aspektima, dok se u Masarykovim etičkim konceptima istina predstavljala kao suprotnost laži. Na Husovo uvjerenje se tradicionalno gleda kao kao na svjedočenje moralne i duhovne, a ne fizičke i vojne snage. Moto Povelja 77 bio je: »Istina prevladava za one koji žive u istini«.